# Edmond Aubé
Edmond Aubé, né le 11 juillet 1861 à Orléans et mort le 4 avril 1929 dans le 2e arrondissement de Paris, est un poète, helléniste, latiniste et homme de lettres français.

## Biographie
Paul Edmond Aubé, né le 11 juillet 1861 à Orléans, est le fils de Louis Auguste Benjamin Aubé (1826-1887), professeur de philosophie et de Laure Valentine Cleret (1837-1912).
Toute sa vie il reste proche d'Edmond Haraucourt avec qui il va au lycée. Helléniste et latiniste, il traduit de nombreux classiques, notamment Eurypide et écrit beaucoup, des pièces de vers, des épîtres. Il est vice-président de l'Amicale des écrivains et artistes français et collaborateur régulier de sa publication, la Revue littéraire, artistique, théâtrale et sportive qui parait à Paris.
Edmond Aubé meurt le 4 avril 1929 à Paris.

## Œuvres principales
- Égérie, 1893
- Idylles, 1905[4]
- Les Rencontres, 1914[5]
- Rhésus, tragédie d'Euripide, traduite en vers, 1922[6]
- Les Chevaliers, comédie d'Aristophane traduite en vers

## Distinctions
- Académie française - Prix Jules Janin[2]
- Officier d'académie[7]